# Raising Sand
Raising Sand studijski je album britanskoga glazbenika Roberta Planta i američke pjevačice Alison Krauss, kojeg 2007. godine objavljuje diskografska kuća Rounder Records.
Album je debitirao na #2 Billboardove 200 top ljestvice i u prvom tjednu prodao se u više od 112.000 primjeraka. Ovo je njihov najveći uspjeh na top ljestvicama u solo karijeri (Plant je prije sa sastavom Led Zeppelin nekoliko puta bio na #1 top ljestvica). Album ulazi na top 5 ljestvice albuma u Velikoj Britaniji, na kojoj u siječnju 2008. godine završava na #2.
Osim velikog vokalnog utjecaja Planta i Krauss, kostur glazbenom stilu dao je producent T-Bone Burnett. Album je zauzeo #24 na popisu 50 najboljih albuma svih vremena kojeg je sastavio časopis Rolling Stone.
Dvije skladbe od Genea Clarka ("Polly (Come Home)" and "Through the Morning, Through the Night"), originalno su snimljene 1969. od country dueta Dillard & Clark za njihov album Through the Morning Through the Night. Skladbu "Please Read the Letter" prvo su snimili Jimmy Page i Robert Plant na njihovom zajedničkom albumu Walking into Clarksdale, iz 1998. godine.
Skladba "Gone, Gone, Gone (Done Moved On)" objavljena je kao singl i osvojila je nagardu Grammy u kategoriji za najbolju pop vokalnu suradnju. "Gone, Gone, Gone" originalno je snimljena od The Everly Brothersa za Warner Music 1964. godine. Skladba "Killing the Blues" nalazi se na #51 popisa 100 najboljih pjesama u 2007. godini, časopisa Rolling Stone. Raising Sand 4. ožujka 2008. godine dobiva platinasti certifikat.
Album je bio nominiran u pet kategorija za 51. nagradu Grammya i to za; najbolji album godine, najbolji američki suvremeni folk album, najbolja snimka godine ("Please Read the Letter"), najbolja pop vokalna).

## Kritike
Album Raising Sand dobio je pozitivne recenzije od suvremenih glazbenih kritičara. Being There ga je nazvao jednim od najboljih albuma godine, a Allmusic najboljim suvremenim pop albumom. JamBase album naziva "suptilno, fokusiran i pun života" i vrlo ga preporuča za slušanje.
Producent na materijalu bio je T-Bone Burnett. Časopis Entertainment Weekly navodi kako je T-Bone cover skladbama dao "eklektičan" zvuk. Glazbena kvaliteta na albumu je također dobila jako dobre kritike, a BBC Kraus i Music Box Kraus navode da "premašuje sva očekivanja". Glazbeni gosti na materijalu, također su vrlo visoko ocijenjeni.
Glazbeni kritičari dali su odlične ocjene za voklano usklađivanje Krauss i Planta, a jedan od njih navodi "ključ magije je harmoija vokala ovog nevjerojatnog dueta.". Glas Alison Krauss razni kritičari nazivaju "čarobno povezanim", "medno slatkim", "plačljivim", "sladunjavim" i "nezaboravnim".

## Popis pjesama
1. "Rich Woman" (Dorothy LaBostrie, McKinley Millet) – 4:04
2. "Killing the Blues" (Roly Jon Salley) – 4:16
3. "Sister Rosetta Goes Before Us" (Sam Phillips) – 3:26
4. "Polly Come Home" (Gene Clark) – 5:36
5. "Gone, Gone, Gone (Done Moved On)" (Don Everly, Phil Everly) – 3:33
6. "Through the Morning, Through the Night" (Gene Clark) – 4:01
7. "Please Read the Letter" (Charlie Jones, Michael Lee, Jimmy Page, Robert Plant) – 5:53
8. "Trampled Rose" (Kathleen Brennan, Tom Waits) – 5:34
9. "Fortune Teller" (Naomi Neville) – 4:30
10. "Stick with Me, Baby" (Mel Tillis) – 2:50
11. "Nothin'" (Townes Van Zandt) – 5:33
12. "Let Your Loss Be Your Lesson" (Milton Campbell) – 4:02
13. "Your Long Journey" (Arthel Lane, Doc Watson, Rosa Lee Watson) – 3:55

## Top ljestvica
| Ljestvica (2007)                 | Pozicija | Certifikat |            |
| -------------------------------- | -------- | ---------- | ---------- |
| SAD Billboard 200                | #2       | Platinasti |            |
| SAD Billboard Top Country albumi | #2       | Platinasti | Platinasti |
| Švedska top ljestvica albuma     | #2       | Platinasti | Platinasti |
| Ljestvica (2008)                 | Pozicija | Certifikat |            |
| UK ljestvica albuma              | #2       | Platinasti |            |

## Izvođači
- Robert Plant - Vokal
- Alison Krauss - Vokal, violina
- T-Bone Burnett - akustična gitara, električna gitara, bas-gitara
- Riley Baugus - Bendžo
- Jay Bellerose - Bubnjevi
- Norman Blake - Akustična gitara
- Dennis Crouch - Akustična bas-gitara
- Gregory Leisz - Gitarske pedale
- Marc Ribot - Akustična gitara, bendžo, dobro, električna gitara
- Mike Seeger - Autoharp
- Patrick Warren - Klavijature, orgulje, piano

### Produkcija
- Producent - T-Bone Burnett
- Urednik - Jason Wormer
- Tehničari - Jason Wormer, Stacy Parrish
- Asistenti tehničara - Alex Pavlides, Emile Kelman, Kyle Ford, Vanessa Parr
- Mastere - Gavin Lurssen
- Asistent produkcije - Lisa Surber
- Menadžer - Ivy Skoff
- Koordinator projekta - Nicola Powell
- Fotografija - Pamela Springsteen
- Fotografije sastava - Russ Harrington
- Snimatelj, miks - Mike Piersante
- Gitarski tehničari - Curtis Laur, Paul Ackling

## Vanjske poveznice
- Službene stranice  Arhivirana inačica izvorne stranice od 12. travnja 2010. (Wayback Machine)
- Službene stranice madija  Arhivirana inačica izvorne stranice od 3. travnja 2017. (Wayback Machine)
- Službene stranice Roberta Planta
- Rockfield studio
- Allmusic.com - Recenzija albuma